# Suchá nad Parnou
Suchá nad Parnou (in ungherese Szárazpatak, in tedesco Dürnbach) è un comune della Slovacchia facente parte del distretto di Trnava, nella regione omonima.